# Lumbrineris tetraura
Lumbrineris tetraura är en ringmaskart som först beskrevs av Schmarda 1861.  Lumbrineris tetraura ingår i släktet Lumbrineris och familjen Lumbrineridae. Inga underarter finns listade i Catalogue of Life.